# Solarpark Reckahn
Der Solarpark Reckahn ist eine Photovoltaik-Freiflächenanlage in Brandenburg, die im Jahr 2010/11 auf einem brachliegenden Gewerbegebiet nördlich von Reckahn in der Gemeinde Kloster Lehnin errichtet wurde. Er verfügt über eine Gesamtleistung von 37,8 MWp und wurde von Belectric projektiert.
Der Solarpark wurde in drei Bauphasen errichtet und erstreckt sich über eine Fläche von ca. 98 ha. Zum Einsatz kamen 487.200 Dünnschicht-Solarmodule von First Solar, die Wechselrichter stammen von SMA Solar Technology. Das jährliche Regelarbeitsvermögen soll dem durchschnittlichen Stromverbrauch von ca. 10.400 durchschnittlichen Haushalten entsprechen, womit jährlich 28.000 Tonnen Kohlenstoffdioxid eingespart werden sollen.